# Richemont
Compagnie Financière Richemont SA é um conglomerado empresarial suíço de artigos de luxo fundado em 1988 pelo sul-africano Anton Rupert. É o terceiro maior grupo do mundo do setor, atrás da LVMH.
A remuneração dos executivos do grupo Richemont aumentou em média 14% em 2018. 

## Empresas do grupo
- Cartier
- Van Cleef & Arpels
- Piaget
- Vacheron Constantin
- A. Lange & Söhne
- Jaeger-LeCoultre
- Officine Panerai
- International Watch Co
- Baume et Mercier
- Montblanc
- Alfred Dunhill, Ltd.
- Lancel
- Chloé
- Old England
- James Purdey & Sons
- Montegrappa

A Richemont possui também 18.5% de participação na British American Tobacco.